# Paul Otto Radomski

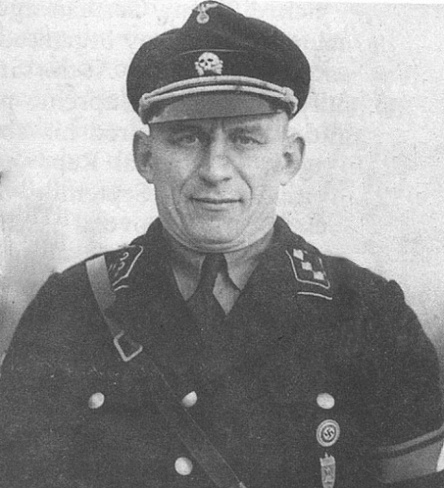
Paul Otto Radomski

Paul Otto Radomski (auch Radomsky; * 21. September 1902 in Mewe; † 14. März 1945 unweit Székesfehérvár in Ungarn) war ein deutscher Nationalsozialist, SS-Sturmbannführer und Lagerkommandant mehrerer Konzentrationslager.

## Karrierebeginn
Radomski trat zum 1. Mai 1928 der NSDAP bei (Mitgliedsnummer 96.942) und war ein früher Weggefährte des späteren RSHA-Leiters Reinhard Heydrich bei der 28. SS-Standarte in Hamburg. 1930 schloss er sich der SS an (SS-Nummer 2.235). In seiner SS-Personalakte wird er als „primitiv, […] einer der alten Schläger“ aus der Kampfzeit dargestellt.

## Zeit als Lagerkommandant
Radomski wurde mit der Entstehung des KZ Syrez, nördlich von Kiew, 1942 dessen Lagerkommandant. Bis zur Befreiung des Lagers und der ukrainischen Hauptstadt durch die Rote Armee am 6. November 1943 fiel er in dieser Funktion durch außerordentliche Brutalität auf. Unter seiner Herrschaft wurden selbst kleinste Vergehen auf das Härteste bestraft. Nach Aussagen ukrainischer Zeugen gab er am 24. Februar 1943 den Befehl zu einer Massenexekution, bei der auch drei ehemalige Fußballspieler von Dynamo Kiew, die ein halbes Jahr zuvor am Kiewer Todesspiel teilgenommen hatten, erschossen wurden.
Am 28. November 1943 löste er den Lagerkommandanten des KZ Chaidari, Rudi Tepte, ab. Dieser war zuvor mit seinen griechischen Adjutanten von der Gestapo inhaftiert worden. Im Lager Chaidari waren Unterernährung, Zwangsarbeit und Folterungen an der Tagesordnung. Bis zu seiner Ablösung wurden 1.800 Menschen ermordet. Davon starben 300 an den Folgen von Folter in Chaidari oder im Gestapo-Hauptquartier in Athen. Die erste Exekution überhaupt im Lager nahm Radomski persönlich vor. Ein jüdischer Häftling wurde erschossen, weil er aus dem Arrest ausgebrochen sei. Die Erschießung erfolgte nicht nur zur Warnung der anderen Häftlinge, sondern auch um ihre Moral zu brechen und die allgegenwärtige Bedrohung ihres Lebens aufzuzeigen.
Im Februar 1944 wurde Radomski als Lagerkommandant abgesetzt, nachdem er betrunken gedroht hatte, seinen Adjutanten zu erschießen. Radomski wurde danach zu einer sechsmonatigen Haftstrafe verurteilt und zum SS-Obersturmführer zurückgestuft. Offiziell verlor er den Posten als Lagerkommandant im KZ Chaidari zum 15. April 1944. Radomski folgte als Lagerkommandant am 27. Februar 1944 der SS-Führer Karl Fischer nach.
Radomski galt jahrzehntelang nach dem Krieg als verschollen. Doch 2005 teilte die Staatsanwaltschaft Hamburg den ukrainischen Behörden, die wegen Verbrechen im KZ Syrez ermittelten, mit, dass er am 14. März 1945 in der Nähe von Székesfehérvár in Ungarn umgekommen sei.